# Kaikōura
Kaikōura (/kaɪˈkɔːrə/) je mesto na vzhodni obali Južnega otoka Nove Zelandije. Je na državni cesti 1, 180 km severno od Christchurcha. Mesto ima ocenjeno stalno prebivališče 2360 (od junija 2023).
Mesto je vladni sedež teritorialne oblasti okrožja Kaikōura, ki je politično del regije Canterbury. Kaikōura je bila prva lokalna oblast na južni polobli, ki je dosegla priznanje standarda skupnosti EarthCheck.
Infrastruktura mesta Kaikōura je bila močno poškodovana v potresu leta 2016, ena od dveh smrtnih žrtev je umrla v bližini mesta. Zaliv in okolica sta bila dvignjena za kar 2 metra. Leta 2023 je bilo Kaikōura imenovano za eno izmed »najlepših majhnih mest na svetu«.

## Zgodovina

### Zgodnja maorska zgodovina
Maori že dolgo živijo v Kaikōuri in arheološki dokazi kosti moa kažejo, da so tam lovili moe. Potem ko se je število moe zmanjšalo, je bila Kaikōura zaradi obilice morske hrane še vedno privlačno mesto za življenje. Ngāi Tahu so živeli na območju Kaikoure vsaj od leta 1670. Okoli mesta Kaikōura so številna utrjena mesta pā. Številke se gibljejo med 14 in 40.
Kapitan James Cook je leta 1770 videl Kaikōuro, vendar tam ni pristal. Poročal je, da je videl štiri kanuje z dvojnim trupom, ki so se približevali HMS Endeavourju, v katerem je bilo 57 Māori.
V letih 1827–1828 je bila Kaikōura prizorišče bitke pri Niho Maaka med Ngāti Toa, oboroženimi z mušketami (ki jih je vodil Te Rauparaha) in ljudstvom Ngāti Kurī iz Ngāi Tahu. Nekaj sto Ngāi Tahujev je bilo ubitih ali ujetih. Ngāi Tahu je presenetila skupina plenilcev Ngāti Toa, saj so pričakovali obisk podplemena Ngāti Kahungunu Tū-te-pākihi-rangi, s katerim so bili prijatelji. Preživeli so le tisti Ngāti Kurī, ki so pobegnili v hribe. Ime bitke izhaja iz grožnje Rerewake, enega od poglavarjev Kaikōura, ki je rekel, da bo Te Rauparahi prerezal trebuh z zobom morskega psa (maorsko niho maaka), če bo prišel na jug.

### Kitolovske postaje
Robert Fyffe je leta 1842 v Kaikōuri prvi ustanovil kitolovsko postajo. Družina Fyffe je bila prva evropska družina, ki se je naselila v Kaikōuri. John Guard in njegova družina so se Fyffeju pridružili nekje med letoma 1844 in 1846. Na kitolovski postaji je bilo sprva zaposlenih 40 moških. Leta 1845 je kupil drugo kitolovsko postajo v South Bayu. Ta druga kitolovska postaja (Fyffe's Village) je do leta 1867 postala komercialno središče Kaikōure. Fyffe se je zaradi zmanjšanja števila kitov razširil v ladijski promet in gojenje. Časopis Marlborough Express je leta 1866 komentiral, da »kiti kot da nehajo prihajati v Kaikōuro«. Kitolovske postaje so delovale do leta 1922.
Gora Fyffe svoje ime dolguje družini Fyffe. Koča, v kateri je živela družina Fyffe, zgrajena leta 1842, še vedno stoji in je zdaj turistična atrakcija, ki jo upravlja Heritage New Zealand. Konstrukcija koče je nenavadna v tem, da so nosilni temelji hiše izdelani iz kitove kosti.

### Evropska naselitev
Vlada Nove Zelandije je leta 1847 od Ngāti Toa kupila zemljo severno od Kaikōure. To so izpodbijali Ngāi Tahu, ki so rekli, da Ngāti Toa nima pravice prodati zemlje, ki jim ne pripada. Leta 1857 je novozelandska vlada dala ponudbo za zemljišče med rekama Ashley in Waiau Uwha za 200 funtov, ki so jo podpisali Ngāi Tahu. Na tem območju so bili sklenjeni drugi zemljiški posli, ki so pustili majhne rezervate za lokalne Māore. Ti rezervati so se zmanjšali po letu 1900, ko je novozelandska vlada prisilno pridobila dodatna zemljišča za predlagano železnico in 'slikovite' namene.
Od leta 1850 so pridobljeno zemljo prodali evropskim naseljencem, ki so na tem območju najpogosteje ustanovili ovčje farme. Veliko majhnih blokov je bilo prodanih okoli polotoka Kaikōura, v 1870-ih pa so zgradili ceste in mostove. Majhen pomol je bil dokončan leta 1863. Notranja cesta Kaikōura do Rotherhama je bila dokončana do leta 1888. Cesto, ki je postala državna avtocesta 1, so začeli graditi v 1890-ih čez Hundalee Hills z mostovi čez reke, dokončanimi leta 1914.
Skupno je bilo od leta 1900 vzdolž Esplanade posajenih 59 norfolških borov. Ta zdaj imajo status »zaščitenih dreves« od okrožnega sveta Kaikōura.

### 20. stoletje
Prebivalstvo se je povečalo zaradi obsežnih del, potrebnih za izgradnjo železnice leta 1935. Decembra 1945 je bila železniška proga Christchurch–Picton uradno odprta v Kaikōura. 5000 ljudi je prišlo praznovati to priložnost. Število prebivalcev se je po dokončanju železnice nekoliko zmanjšalo.
Med letoma 1945 in 1960 je prekomerni ribolov povzročil upad števila rakov.
Leta 1962 je trajekt med Wellingtonom in Pictonom pripeljal več obiskovalcev v Kaikōuro. Pred letom 1962 je bil samo en motel (s 40 ležišči).
Obstajajo poročila, da je bilo med letoma 1963 in 1964 med zadnjim kitolovom na Novi Zelandiji ubitih 248 kitov glavačev v vodah Kaikoura.
Kaikōura je imela gospodarske težave v 1970-ih. Leta 1975 je bilo 304 motelskih ležišč in dodatnih 500 kampirnih in hotelskih ležišč. Regionalni razvojni svet Marlborougha je ugotovil, da je bilo trenutno vlaganje v nastanitev, ne pa tudi v turistične znamenitosti.
Do leta 1975 se je upad števila rakov razširil na druge vrste rib. Leta 1975 je bilo 97 registriranih ribiških plovil, ki so delovala iz Kaikōura.
Prestrukturiranje gospodarstva po izvolitvi laburistične vlade leta 1984 je prav tako negativno vplivalo na Kaikōuro. Dohodki kmetij so upadli. Zaposlovanje v javnem sektorju je bilo močno prizadeto. V mestu s 3000 prebivalci je bilo izgubljenih 170 delovnih mest.
Leta 1985 je skupina lokalnih prebivalcev Kaikōura ustanovila turistično središče in začela promovirati Kaikōuro kot turistično destinacijo. V tej fazi je bil poudarek na možnostih za pohodništvo in lepotah.
Opazovanje kitov je bilo ustanovljeno kot turistični podvig v Kaikōuri leta 1987. Lokalni maorski voditelji so bili zaskrbljeni zaradi lokalne brezposelnosti in so zastavili svoje hiše, da bi kupili 6,7-metrski čoln, da bi ustanovili podjetje za opazovanje kitov, da bi videli lokalne kite glavače. V prvem letu poslovanja je priložnost za ogled kitov izkoristilo 3000 turistov. To se je močno povečalo na več kot 100.000 na leto.

### Potres v Kaikōuri leta 2016
14. novembra 2016 je potres z magnitudo 7,8 prizadel Južni otok malo po polnoči. Umrla sta dva človeka (ena v bližini mesta in ena v sosednjem okrožju Hurunui) in sprožila majhen cunami. Tisoč turistov in na stotine prebivalcev je obtičalo v Kaikōuri, potem ko je potres prekinil dostop vlakov in vozil. Helikopterji novozelandskih letalskih sil so sprva prepeljali veliko ljudi iz Kaikoure, novozelandska mornarica pa je poslala HMNZS Canterbury, da prepelje več sto turistov.
1700 gradbenih delavcev je opravilo dva milijona delovnih ur za popravilo od potresa poškodovane poti ob državni cesti. Ponovno so jo odprli 15. decembra 2017. Popravila so vključevala popravilo skoraj 200 kilometrov poškodovane ceste in podobno dolžino železniške proge. Popravila so stala 1,1 milijarde novozelandskih dolarjev.
Obnova po potresu leta 2016 je zamenjala ali nadgradila veliko sredstev okrožnega sveta Kaikoura. To je vključevalo zamenjavo najstarejšega vodovoda, zgrajenega v 1920-ih in številnih cest. Zaradi tega je Kaikōura leta 2021 finančno v boljšem položaju kot številni sveti, saj jim teh v naslednjih 30 letih ni treba zamenjati kot del njihovega dolgoročnega načrtovanja.

## Geografija
Odsek obale, ki se razteza približno med ustjema rek Conway in Waiau Toa/Clarence, je splošno znan kot obala Kaikōura. Ta obala je nenavadna za vzhodno obalo Južnega otoka, saj je obalne ravnine zelo malo, z pogorjem Kaikōura, ki se obrne proti morju, vejo Južnih Alp, ki se dviga naravnost iz oceana.
Polotok Kaikōura se razteza v morje južno od mesta in nastali tokovi navzgor prinašajo obilico morskega življenja iz globin bližnjega jarka Hikurangi. To mesto ima svoj nastanek, saj se je razvilo kot središče kitolovske industrije. Ime Kaikōura pomeni 'moka iz rakov' (kai – hrana/moka, kōura – rak) in industrija rakov še vedno igra pomembno vlogo v gospodarstvu regije. Vendar je Kaikōura zdaj postala priljubljena turistična destinacija, predvsem za opazovanje kitov (opazovanje kitov grbavcev je dobro razvito) in plavanje z ali v bližini delfinov.

## Demografija
Kaikōura je po Statističnem uradu Nove Zelandije opredeljena kot majhno mestno območje in obsega 9,25 km².[29] Junija 2023 je imela ocenjenih 2360 prebivalcev, gostota prebivalstva pa 255 ljudi na km².
Kaikōura je imela ob popisu prebivalstva na Novi Zelandiji leta 2018 2223 prebivalcev, kar je povečanje za 213 ljudi (10,6 %) od popisa leta 2013 in povečanje za 21 ljudi (1,0 %) od popisa leta 2006. Vseh gospodinjstev je bilo 873, od tega 1107 moških in 1116 žensk.
Etnične pripadnosti je bilo 83,3 % Evropejcev/Pākehā, 19,6 % Maorov, 0,8 % Pasifika, 5,0 % Azijcev in 3,1 % drugih etničnih skupin. Ljudje se lahko identificirajo z več kot eno etnično pripadnostjo.
Odstotek ljudi, rojenih v tujini, je bil 18,2 v primerjavi s 27,1 % v državi.
Čeprav so se nekateri odločili, da na popisno vprašanje o verski pripadnosti ne bodo odgovorili, jih 48,2 % ni bilo veroizpovednih, 40,6 % je bilo kristjanov, 1,3 % je imelo versko prepričanje Maorov, 0,3 % je bilo hindujcev, 0,3 % muslimanov, 0,5 % budistov in 2,0 % druge religije.

## Kultura
V maorski mitologiji je bil polotok Kaikōura (Te Taumanu-o-te-waka-a-Māui) sedež, kjer je sedel Māui, ko je lovil Severni otok (Te Ika-a-Māui) iz morskih globin.
Tangata whenua Kaikōura in celotnega okrožja Kaikōura so Te Runanga o Ngāi Tahu in imajo običajno plemensko oblast nad tem celotnim območjem (rohe). Takahanga Marae, marae (plemensko zbirališče) Ngāi Tahuja in njegove podružnice Te Rūnanga o Kaikōura, je v Kaikōuri. Sedanja stavba marae je bila odprta leta 2001. Vključuje Maru Kaitatea wharenui (hiša za srečanja). Cliff Whiting je bil eden od mnogih umetnikov Māori in Pākehā, ki so prispevali rezbarije in umetnine za wharenui.

## Divje živali in varstvo
Kanjon Kaikōura je podmorski kanjon, ki se nahaja jugozahodno od polotoka Kaikōura. Je južna veja jarka Hikurangi, ki se razteza proti severu ob vzhodni obali Nove Zelandije. Kanjon je bil opisan kot »vroča točka biotske raznovrstnosti«, tokovi, ki se dvigajo iz globokega oceana, pa zagotavljajo prehranjevalna območja za raznoliko paleto morskih ptic in morskih sesalcev vzdolž obale Kaikōura.
Združeno društvo Te Korowai o Te Tai o Marokura, Kaikōura Coastal Marine Guardians (Te Korowai) je bilo ustanovljeno leta 2005 za razvoj strategij uporabe in zaščite ter ukrepov za obalo Kaikōura. Delo društva je vodilo do sprejetja Kaikōura (Te Tai o Marokura) zakona o upravljanju morja avgusta 2014. Ta zakon je vzpostavil območje upravljanja morja Kaikōura, vključno z novim morskim rezervatom, zatočišči in zaščito za kite in novozelandske morske medvede, ter vzpostavil nove predpise o ribolovu. Priznal je tudi taiapure (tradicionalna maorska ribolovna območja, ki vključujejo območja posebnega kulturnega ali duhovnega pomena).

### Morski sesalci
V regiji Kaikōura je mogoče videti veliko različnih morskih sesalcev, vključno s kiti, delfini in tjulnji. Zakon o zaščiti morskih sesalcev iz leta 1978 zagotavlja pravno zaščito za te živali, predpisi pa določajo pogoje, ki urejajo vedenje ljudi v bližini morskih sesalcev. Za komercialne turistične dejavnosti, povezane z morskimi sesalci, so potrebna dovoljenja.

#### Kiti
Opazovanje kitov je priljubljena turistična atrakcija za Kaikōura in pomembno prispeva k lokalnemu gospodarstvu. Kite grbavce je mogoče opazovati vse leto, običajno okoli 23 km od obale, včasih pa bližje obali. Kite grbavce pogosto opazimo junija in julija med njihovo zimsko selitvijo, orke pa lahko vidimo od decembra do marca.

#### Delfini
Več vrst delfinov je mogoče videti v vodah ob Kaikōuri, vključno s delfini Lagenorhynchus obscurus in ogroženo novozelandsko kratkogobčno pliskavko (Cephalorhynchus hectori).

#### Novozelandski morski medvedi
Na vzhodnem robu mesta je velika in dobro opazna kolonija morskih medvedov. Ob oseki jih je mogoče bolje videti, saj se ocean umakne skalnati podlagi, po kateri je peš enostavno hoditi.

### Morske ptice
Nova Zelandija ima nenavadno veliko raznolikost kormoranov, pingvinov, cevonoscev in albatrosov, kar vodi do trditev, da je država »prestolnica morskih ptic na svetu«. Nekatere od teh vrst morskih ptic so v znatnem upadu, mnoge pa so kritično ogrožene. Pomembne morske ptice, ki jih vidimo ob Kaikōuri, so:
- štirinajst vrst albatrosov: klateški (Diomedea exulans), antipodski (Diomedea antipodensis), severni kraljevi (Northern royal albatross), južni kraljevi (Diomedea epomophora), črnoobrvni (Thalassarche melanophris), Campbellov (Thalassarche impavida), belokapi (Thalassarche cauta steadi)), Salvinov (Thalassarche salvini), Chathamski (Thalassarche eremita), Bullerjev (Thalassarche bulleri), rumenonosi (Thalassarche chlororhynchos), indijski rumenonosi (Thalassarche carteri), svetloplašči (Phoebetria palpebrata), sajasti (Phoebetria fusca)
- deset vrst viharnikov: Cookov (Pterodroma cookii), sivolični (Pterodroma gouldi), kapski viharnik (Daption capense), črni (Procellaria parkinsoni), belobradi (Procellaria aequinoctialis), Westlandska burnica (Procellaria westlandica), sivi (Procellaria cinerea), beloglavi (Pterodroma lessonii), pegasti (Pterodroma inexpectata), puhasti švigavec (Pterodroma mollis)
- sedem vrst viharnikov: Ardenna bulleri, črni viharnik (Ardenna grisea), huttonov (Puffinus huttoni), Puffinus gavia, kratkorepi (Ardenna tenuirostris), vražji viharnik (Ardenna carneipes), rožnatonogi (Ardenna creatopus)
- štiri vrste govnačk: arktična govnačka (Stercorarius parasiticus), lopatasta (Stercorarius pomarinus), dolgorepa (Stercorarius longicaudus), rjava (Stercorarius antarcticus)
- štiri vrste strakošev: progastorjavi (Pelagodroma marina), rumenonogi strakoš (Oceanites oceanicus), sivohrbti (Garrodia nereis), črnotrebušni viharnik (Fregetta tropica)
- štiri vrste pingvinov: pritlikavi pingvin (Eudyptula minor), rumenooki (Megadyptes antipodes), s pokončnim grebenom (Eudyptes sclateri) in antarktični (Pygoscelis antarcticus)
- dve vrsti orjaškega viharnika: južni veleviharnik (Macronectes giganteus), severni veleviharnik (Macronectes halli)

Druge pomembne morske ptice, ki so jih opazili ob Kaikōuri, so: Fulmarus glacialoides, pravljični prion (Pachyptila turtur), Ploskokljuni liskonožec (Phalaropus fulicarius), črnokljuni galeb (Chroicocephalus bulleri), polarna čigra (Sterna paradisaea), črnočela čigra (Chlidonias albostriatus) in Pelecanoides urinatrix. Redno opažamo tudi avstralskega pegastega kormorana (Phalacrocorax varius), malega kormorana (Microcarbo melanoleucos), pegastega kormorana (Phalacrocorax punctatus), avstralazijskega ganeta (Morus serrator), južnega galeba (Larus dominicanus), rdečekljunega galeba (Chroicocephalus novaehollandiae scopulinus), beločelo čigro (Sterna striata).
Z vidika lokalnega varstva so posebej pomembne morske ptice v regiji Kaikōura Puffinus huttoni, Chroicocephalus novaehollandiae scopulinus in pritlikavi pingvin.

### Obrežne ptice
Deževnik Charadrius bicinctus, na Novi Zelandiji znana kot pohowera, je vrsta ptic iz družine pobrežnikov, ki gnezdi na kamnitih plažah okoli polotoka Kaikōura in South Baya. Vrsta je navedena kot nacionalno ranljiva. Uspešnost vzreje v Kaikōuri je bila močno prizadeta zaradi plenjenja mačk. Pripravlja se akcijski načrt, ki ga vodi skupnost za zaščito habitata gnezdečih obrežnih ptic v South Bayu, s podporo Environment Canterbury, Kaikōura District Council, University of Canterbury in Te Rūnanga o Kaikōura.

### Morski rezervat Hikurangi
Morski rezervat Hikurangi je morski rezervat ob obali Kaikōura, ki pokriva območje 10.416 hektarjev južno od mesta in vključuje del kanjona Kaikōura. Rezervat je bil ustanovljen leta 2014 in je največji in najgloblji morski rezervat, ki meji na katerega koli od treh glavnih otokov Nove Zelandije. V rezervatu ni dovoljen ribolov, nabiranje ali rudarjenje.

### Zavetišče za kite Kaikōura
Zakon o upravljanju morja Kaikōura (Te Tai o Marokura) iz leta 2014 je ustanovil zavetišče za kite Te Rohe o Te Whānau Puha, ki pokriva 4686 kvadratnih kilometrov in se razteza 45 kilometrov severno in južno od polotoka Kaikōura ter 56 kilometrov na morje, da se zagotovi dodatna zaščita za morske sesalce na tem območju.

### Rezervat za temno nebo
Začela se je nova pobuda za vlogo za priznanje mednarodnega rezervata temnega neba na območju Kaikōura. To bi lahko zmanjšalo težave, ki jih viharniku Puffinus huttoni povzroča osvetlitev. Okrožni svet Kaikōura je že spremenil ulično razsvetljavo, da bi zmanjšal tveganje za ptice. Aprila 2022 je župan mesta Kaikōura dejal, da ima pobuda rezervata za temno nebo polno podporo sveta in bo spodbudila število turistov, zlasti v zimskem obdobju.

## Galerija
- Kaikōura
- Pogorje Kaikōura proti morju od mesta Kaikōura
- Pogorje Kaikōura proti morju iz Kaikōure
- Pogled na plažo in pogorje Kaikōura proti morju s Kaikōure
- Fyffe House
- Plovilo za opazovanje kitov
- Kit grbavec, viden s turistične ladje za opazovanje kitov pri Kaikōuri
- Kolonija medvedov na polotoku Kaikōura
- Morski medved na plaži v Kaikōuri